# Bảng tổng sắp huy chương Đại hội Thể thao châu Á 2014
Đại hội Thể thao châu Á 2014, chính thức được gọi là ASIAD XVII, là sự kiện thể thao lớn nhất châu Á chi phối bởi Hội đồng Olympic châu Á (OCA). Nó đang diễn ra tại Incheon, Hàn Quốc từ ngày 19 tháng 9 - ngày 4 tháng 10 năm 2014, với 439 nội dung trong 36 môn thể thao và các lĩnh vực thiết lập để tính năng trong Đại hội Thể thao.

## Bảng huy chương
| Hạng                | NOC                 | Vàng | Bạc | Đồng | Tổng số |
| ------------------- | ------------------- | ---- | --- | ---- | ------- |
| 1                   | Trung Quốc          | 151  | 109 | 85   | 345     |
| 2                   | Hàn Quốc            | 79   | 70  | 79   | 228     |
| 3                   | Nhật Bản            | 47   | 77  | 76   | 200     |
| 4                   | Kazakhstan          | 28   | 23  | 33   | 84      |
| 5                   | Iran                | 21   | 18  | 18   | 57      |
| 6                   | Thái Lan            | 12   | 7   | 28   | 47      |
| 7                   | CHDCND Triều Tiên   | 11   | 11  | 14   | 36      |
| 8                   | Ấn Độ               | 11   | 10  | 36   | 57      |
| 9                   | Đài Bắc Trung Hoa   | 10   | 18  | 23   | 51      |
| 10                  | Qatar               | 10   | 0   | 4    | 14      |
| 11                  | Uzbekistan          | 9    | 14  | 22   | 45      |
| 12                  | Bahrain             | 9    | 6   | 4    | 19      |
| 13                  | Hồng Kông           | 6    | 12  | 25   | 43      |
| 14                  | Malaysia            | 5    | 14  | 14   | 33      |
| 15                  | Singapore           | 5    | 6   | 14   | 25      |
| 16                  | Mông Cổ             | 5    | 4   | 12   | 21      |
| 17                  | Indonesia           | 4    | 5   | 11   | 20      |
| 18                  | Kuwait              | 3    | 5   | 4    | 12      |
| 19                  | Ả Rập Xê Út         | 3    | 3   | 1    | 7       |
| 20                  | Myanmar             | 2    | 1   | 1    | 4       |
| 21                  | Việt Nam            | 1    | 10  | 25   | 36      |
| 22                  | Philippines         | 1    | 3   | 11   | 15      |
| 23                  | Pakistan            | 1    | 1   | 3    | 5       |
| 23                  | Tajikistan          | 1    | 1   | 3    | 5       |
| 25                  | Iraq                | 1    | 0   | 3    | 4       |
| 25                  | UAE                 | 1    | 0   | 3    | 4       |
| 27                  | Sri Lanka           | 1    | 0   | 1    | 2       |
| 28                  | Campuchia           | 1    | 0   | 0    | 1       |
| 29                  | Ma Cao              | 0    | 3   | 4    | 7       |
| 30                  | Kyrgyzstan          | 0    | 2   | 4    | 6       |
| 31                  | Jordan              | 0    | 2   | 2    | 4       |
| 32                  | Turkmenistan        | 0    | 1   | 5    | 6       |
| 33                  | Lào                 | 0    | 1   | 2    | 3       |
| 33                  | Bangladesh          | 0    | 1   | 2    | 3       |
| 35                  | Liban               | 0    | 1   | 1    | 2       |
| 35                  | Afghanistan         | 0    | 1   | 1    | 2       |
| 37                  | Nepal               | 0    | 0   | 1    | 1       |
| Tổng số (37 đơn vị) | Tổng số (37 đơn vị) | 439  | 440 | 575  | 1454    |